# Episodi di Avventure in elicottero (prima stagione)
La prima stagione della serie televisiva Avventure in elicottero (Whirlybirds) è andata in onda negli Stati Uniti dal 3 gennaio 1957 al 24 settembre 1957 in syndication.
| nº | Titolo originale              | Prima TV USA      | Titolo italiano | Prima TV Italia |
| -- | ----------------------------- | ----------------- | --------------- | --------------- |
| 1  | The Big U                     | 3 gennaio 1957    |                 |                 |
| 2  | Rampage                       | 10 gennaio 1957   |                 |                 |
| 3  | Boy on the Roof               | 17 gennaio 1957   |                 |                 |
| 4  | Fire Flight                   | 24 gennaio 1957   |                 |                 |
| 5  | Hot Wire                      | 31 gennaio 1957   |                 |                 |
| 6  | Mountain Flight               | 7 febbraio 1957   |                 |                 |
| 7  | Ghost Town Flight             | 14 febbraio 1957  |                 |                 |
| 8  | Hostage                       | 21 febbraio 1957  |                 |                 |
| 9  | Diamond Smugglers             | 28 febbraio 1957  |                 |                 |
| 10 | Lynch Mob                     | 7 marzo 1957      |                 |                 |
| 11 | Sky Net                       | 14 marzo 1957     |                 |                 |
| 12 | Prison Break                  | 21 marzo 1957     |                 |                 |
| 13 | Top of the Mountain           | 28 marzo 1957     |                 |                 |
| 14 | Operation Blue Hen            | 4 aprile 1957     |                 |                 |
| 15 | Human Bomb                    | 11 aprile 1957    |                 |                 |
| 16 | Missing Witness               | 18 aprile 1957    |                 |                 |
| 17 | The Egg Code                  | 25 aprile 1957    |                 |                 |
| 18 | Superstition Mountain         | 2 maggio 1957     |                 |                 |
| 19 | Homicide Haven                | 9 maggio 1957     |                 |                 |
| 20 | Riptide                       | 14 maggio 1957    |                 |                 |
| 21 | The Black Pearl               | 23 maggio 1957    |                 |                 |
| 22 | Illegal Entry                 | 30 maggio 1957    |                 |                 |
| 23 | Lady Luck                     | 6 giugno 1957     |                 |                 |
| 24 | Hide and Seek                 | 13 giugno 1957    |                 |                 |
| 25 | Hobson's Choice               | 20 giugno 1957    |                 |                 |
| 26 | Crisis                        | 27 giugno 1957    |                 |                 |
| 27 | Journey to the Past           | 4 luglio 1957     |                 |                 |
| 28 | Aerial Circus                 | 11 luglio 1957    |                 |                 |
| 29 | Cycle of Terror               | 18 luglio 1957    |                 |                 |
| 30 | Fury Canyon                   | 25 luglio 1957    |                 |                 |
| 31 | The Rustlers                  | 1º agosto 1957    |                 |                 |
| 32 | I'll Get Even                 | 8 agosto 1957     |                 |                 |
| 33 | Incident in Del Rio           | 15 agosto 1957    |                 |                 |
| 34 | Sky Hook                      | 22 agosto 1957    |                 |                 |
| 35 | The Secret Cove               | 29 agosto 1957    |                 |                 |
| 36 | Take a Little, Leave a Little | 5 settembre 1957  |                 |                 |
| 37 | Airborne Gold                 | 12 settembre 1957 |                 |                 |
| 38 | The Iron Mountain             | 17 settembre 1957 |                 |                 |
| 39 | Panic at Green Ridge          | 24 settembre 1957 |                 |                 |

## The Big U
- Prima televisiva: 3 gennaio 1957

### Trama
- Guest star: James Bell (Walt Elliott), Lawrence Dobkin (Will Carter), Paul Brinegar (Joe Slade), Norman Leavitt (Emmett Stevens), Walter Johnson (Les Edwards), Carey Loftin (Messenger)

## Rampage
- Prima televisiva: 10 gennaio 1957

### Trama
- Guest star: Peter Adams (padre), George Barrows (State trooper), Marie Blake (Mrs. Thatcher), Terry Burnham (Josie Fisher), Frank Gerstle (capitano Brown), John Harmon (Mr. Thatcher), Ann Morrison (Eva Fisher), N'Gi (Congo), Nestor Paiva (Ed Fenton), Gene Reynolds (Hal Neilson), Tommy Voigt (Son)

## Boy on the Roof
- Prima televisiva: 17 gennaio 1957

### Trama
- Guest star: Donald Murphy (Ken Tyler), Robert Crosson (Dave Williams), Edward Binns (tenente Ericson), Katherine Warren (Mrs. Williams), Morris Ankrum (Chief Terkell), Guy Teague (First Police Officer), William Hudson (Second Police Officer), George Barrows (pompiere)

## Fire Flight
- Prima televisiva: 24 gennaio 1957

### Trama
- Guest star: Sidney Clute (Willy), Harold Goodwin (sceriffo Beaumont), Joseph Sargent (Mason), Gail Kobe (Mary), Tyler McVey (Everts), Raymond Bailey (Culver), Robert Anderson

## Hot Wire
- Prima televisiva: 31 gennaio 1957

### Trama
- Guest star: Walter Reed (Driscoll), Stacy Harris (Patterson), Whit Bissell (Mr Morrison), Howard Culver, K.L. Smith, David Sharpe (Lineman)

## Mountain Flight
- Prima televisiva: 7 febbraio 1957

### Trama
- Guest star: Dabbs Greer (Dan Malloy), Than Wyenn (Sandy Kerner), Clegg Hoyt (Jack Masters), James Anderson (Joe Lynn), Kenneth Alton (Pete Sacklin)

## Ghost Town Flight
- Prima televisiva: 14 febbraio 1957

### Trama
- Guest star: Ralph Votrian (Billy Scott), Michael Miller (Danny Scott), Johnny Crawford (Ricky Scott), John McNamara (Steve Scott), Ann Doran (Linda Scott), Robert Stevenson (dottor Emerson)

## Hostage
- Prima televisiva: 21 febbraio 1957

### Trama
- Guest star: William Challee (Ted Winters), Ned Glass (Sandy Knox), John Pickard (Nick Faro), Edward Platt (Warden Horner), Rhodes Reason (sergente Drew)

## Diamond Smugglers
- Prima televisiva: 28 febbraio 1957

### Trama
- Guest star: Whit Bissell (Morrison), Stacy Harris (Patterson), Walter Reed (Driskill)

## Lynch Mob
- Prima televisiva: 7 marzo 1957

### Trama
- Guest star: John Beradino (Hal Lambert), Dennis McCarthy (Jim Douglas), Rachel Ames (Eve Douglas), Sidney Clute (Willy Harris), William Fawcett (Virgil Hook), William Boyett (Bob 'Speed' Conroy), Francis De Sales (John Osborne), Robert Griffin (sceriffo Perry), William Bryant (Deputy), Ethan Laidlaw (Hook Henchman), Alan Dexter (Deputy)

## Sky Net
- Prima televisiva: 14 marzo 1957

### Trama
- Guest star: Mary Field, David Saber, Walter Sande, Arthur Space

## Prison Break
- Prima televisiva: 21 marzo 1957

### Trama
- Guest star: Diane Brewster (Linda), Don C. Harvey (guardia carceraria)

## Top of the Mountain
- Prima televisiva: 28 marzo 1957

### Trama
- Guest star:

## Operation Blue Hen
- Prima televisiva: 4 aprile 1957

### Trama
- Guest star: Douglass Dumbrille (Allen Barnes), Dorothy Morris (Charlotte Davis), John Hubbard (Ben Davis)

## Human Bomb
- Prima televisiva: 11 aprile 1957

### Trama
- Guest star: Elisha Cook Jr. (Robber), Jeanne Bates (Mrs. Patterson), Harry Lauter (Patterson), Dale Van Sickel (George)

## Missing Witness
- Prima televisiva: 18 aprile 1957

### Trama
- Guest star: Anne Barton (Virginia Clark), James McCallion (Jerry Clark), Stuart Randall (Douglas), Mel Welles (Stegner), William Kendis (Armstrong), John L. Cason (Longly), Michael Hinn (tenente Wilson)

## The Egg Code
- Prima televisiva: 25 aprile 1957

### Trama
- Guest star:

## Superstition Mountain
- Prima televisiva: 2 maggio 1957

### Trama
- Guest star: Barry Atwater (Ralph), George Keymas, Robert Foulk

## Homicide Haven
- Prima televisiva: 9 maggio 1957

### Trama
- Guest star:

## Riptide
- Prima televisiva: 14 maggio 1957

### Trama
- Guest star:

## The Black Pearl
- Prima televisiva: 23 maggio 1957

### Trama
- Guest star: Claude Akins (Roger), Henry Corden (Hank), Michael Dugan (Maples)

## Illegal Entry
- Prima televisiva: 30 maggio 1957

### Trama
- Guest star:

## Lady Luck
- Prima televisiva: 6 giugno 1957

### Trama
- Guest star: Herbert Ellis (Gerald Morris), Dean Fredericks (Chalky), Doris Singleton (Jan Revere)

## Hide and Seek
- Prima televisiva: 13 giugno 1957

### Trama
- Guest star:

## Hobson's Choice
- Prima televisiva: 20 giugno 1957

### Trama
- Guest star:

## Crisis
- Prima televisiva: 27 giugno 1957

### Trama
- Guest star:

## Journey to the Past
- Prima televisiva: 4 luglio 1957

### Trama
- Guest star: Vinton Hayworth (Carter Jameson), Dorothy Green (Nora Jameson), Bartlett Robinson (Alexander Ford), Joseph V. Perry (Vince)

## Aerial Circus
- Prima televisiva: 11 luglio 1957

### Trama
- Guest star: Ed Kemmer (Teddy Marco), Lisa Gaye (Marie Marco)

## Cycle of Terror
- Prima televisiva: 18 luglio 1957

### Trama
- Guest star: Race Gentry (Bill Stone), Darryl Hickman (Duke Stender), Johnny Duncan (Eddie James)

## Fury Canyon
- Prima televisiva: 25 luglio 1957

### Trama
- Guest star: William Schallert (Fred Jaffy), William Flaherty (Bruce Tyler), Mary Carver (Mary Taylor), Robert Crawford Jr. (Johnny Tyler), Melody Gale (Janie Tyler), Rusty Lane (sceriffo Bates), Alexander Campbell (Mr. Hurly)

## The Rustlers
- Prima televisiva: 1º agosto 1957

### Trama
- Guest star: Hans Conried (George Carver), Leonard P. Geer (Carl), John L. Cason (Sid), Harry Shannon (Walt Harrison), Larry Thor (Frank Devlin)

## I'll Get Even
- Prima televisiva: 8 agosto 1957

### Trama
- Guest star:

## Incident in Del Rio
- Prima televisiva: 15 agosto 1957

### Trama
- Guest star: Lita Milan (Luisa Cordoba), Rodolfo Acosta (Don Miguel Cordoba), Charles Horvath (Barnabas), James Nolan (Steve Cantrell), Rene Kroper (bambino), Harry Bartell (generale Francisco)

## Sky Hook
- Prima televisiva: 22 agosto 1957

### Trama
- Guest star:

## The Secret Cove
- Prima televisiva: 29 agosto 1957

### Trama
- Guest star:

## Take a Little, Leave a Little
- Prima televisiva: 5 settembre 1957

### Trama
- Guest star: Barry Kelley (Horace Wagner), Frank Ferguson (Ellis Parker), George Brenlin (Vince), Kelly Thordsen (Vance Braddock), Bill Erwin (Fred Midgley), Duane Grey (sergente Phillips)

## Airborne Gold
- Prima televisiva: 12 settembre 1957

### Trama
- Guest star: Bruce Bennett (Don Long), Whitney Blake (Edy Long), Mike Connors (Wally Otis), Ken Mayer (Ralph Olson), Guy Teague (Jack Blaine), Edward Colmans (Victor), Genie Coree (Carmelita)

## The Iron Mountain
- Prima televisiva: 17 settembre 1957

### Trama
- Guest star: Clem Bevans (Collins), Richard Keith (Don Edmunds), Paul Engle (Tommy Barnes), Ralph Moody (Hugh Collins), John Stephenson (Sitwell), Jack Mann (Davis)

## Panic at Green Ridge
- Prima televisiva: 24 settembre 1957

### Trama
- Guest star: Johnny Crawford (Jimmy Aldane)